# Österreichischer Verwaltungspreis
Mit dem Österreichische Verwaltungspreis werden herausragende Leistungen, innovative Entwicklungen und erfolgreiche Modernisierungsprozesse der öffentlichen Verwaltung ausgezeichnet. Er wird vom Bundesministerium für Kunst, Kultur, öffentlicher Dienst und Sport etwa alle zwei Jahre vergeben.
Der Preis wurde 2008 erstmals vergeben und wird 2023 in folgenden Kategorien ausgerichtet:
- Kategorie 1 – New Work, strategische Steuerung und Transformation
- Kategorie 2 – Innovatives Servicedesign und digitale Services
- Kategorie 3 – Partizipation und Co-Creation
- Kategorie 4 – Inklusion, Integration, Gender und Diversity
- Kategorie 5 – Ökologische Nachhaltigkeit, Energieeffizienz und Klimaschutz
- Kategorie 6 – Innovationsimpulse durch Krisen
- Kategorie 7 – Sonderpreis des BMK und des BMAW – Innovationsfördernde Öffentliche Beschaffung

Der Österreichische Verwaltungspreis richtet sich an alle Organisationseinheiten und Verwaltungsebenen des öffentlichen Dienstes Österreichs, einschließlich der Eigenbetriebe. Auch Kooperationen mit Partnerorganisationen sind teilnahmeberechtigt, sofern die öffentliche Hand mehrheitlich an den Projekten beteiligt ist.

## Preisträger und Nominierte
Der Verwaltungspreis verzeichnet seit 2008 über 650 Preisträger, Anerkennungen und Einreichungen aus ganz Österreich und stellt diese in einer Projektdatenbank auf der Website des Preises zur Recherche zur Verfügung.